# Filmhistorie
| Portal | Portal:Film |

Filmhistorie

Det første, man kender til filmens historie, er et patent på produktion af objekter i bevægelse fra 1888. Siden er udviklingen gået stærkt. Filmindustrien omsætter i dag for milliarder, og filmene sprøjter ud af produktionsselskaberne, mens publikum strømmer til for at blive underholdt.

## Filmoptagelsen fra 1888
Louis Le Prince fra Metz patenterede sin proces til "løbende produktion... af objekter i bevægelse... ved hjælp af en projektor" i 1888. 14. oktober samme år gjorde han en filmoptagelse i en have i bydelen Roundhay i Leeds. Han eksperimenterede med ulige projektionsteknikker, og aftalte at holde sin første offentlige fremvisning i New York i 1890.
Han nåede imidlertid aldrig frem. Efter at have besøgt sin bror Albert i Frankrig, siges han at være gået om bord i toget fra Dijon til Paris i september 1890. Derefter er han sporløst forsvundet, og hans enke Lizzie mente, at Edison havde fået ham myrdet for at skaffe sig af med en rival.

## Kinetoscopet
Den første kommercielt udviklede proces var udtænkt af Edisons medarbejder William Kennedy Laurie Dickson, der i marts 1891 for første gang præsenterede sit Kinetoscope. Den første offentlige fremvisning blev afholdt den 20. maj 1891 for medlemmer af National Federation of Women's Clubs (Den nationale Sammenslutning af Kvindeklubber). Dickinson forlod Edison Co. i 1895, og Edison tog selv æren for processen. I april 1894 betalte publikum for at se Kinetoscope-film. Kinetoscopet var beregnet til en enkelt person eller en familie.

## Filmfremvisning mod betaling
USA var det første sted, hvor publikum kunne se film mod betaling; det var i maj 1895 i en forretning på Broadway i New York. I Europa blev en offentlig "film" først vist i Berlin i november 1895.

## Den første "rigtige" film
Filmkvaliteten i New York og Berlin var meget ringe, og de anvendte processer havde ingen betydning for filmteknologien. Den "rigtige" films begyndelse anses for at være den 28. december 1895 i Paris, hvor Lumiere-brødrene i Grand Cafe på Boulevard des Capucines havde deres første betalende publikum; brødrenes La Sortie des ouvriers de l'usine Lumière havde været vist allerede 22. marts ved et privat arrangement.

## Farvefilmen
Den kommercielt succesrige farveproces stammer fra 1906, hvor George Albert Smith fremstillede et tofarvesystem ved hjælp af pankromatisk film i Brighton for Charles Urban Trading Co. Systemet var kendt som Kinemacolor. Den første offentlige præsentation fandt først sted i februar 1909 i London, hvor 20 kortfilm fra Natural Colour Kinematograph Company blev vist i Palace Theatre på Shaftesbury Avenue. Der var dog flere problemer med Kinemacolor, og farvefilm kan først betragtes som en kommerciel realitet i 1932 med den trefarvede Technicolor-proces.

## Lydfilmen
Synkroniseret lyd blev første gang demonstreret i 1900 på Paris Exposition med et lyd på plade-system. Lyd på film blev patenteret i 1906 af Eugene Lauste i London, selv om systemet først blev en succes i 1910 med ordene "J'entends très bien maintenant" (Jeg hører meget godt nu). En komplet projektor blev forsinket af krigsudbruddet i 1914, og processen kunne først præsenteres i september 1922 for et indbudt publikum i Berlin. Igen var det i New York,
at publikum i april 1923 første gang betalte for oplevelsen.

## Biografen
Den første (nogenlunde) permanente biograf var Vitascope Hall i New Orleans. Den åbnede i juni 1896. Biletterne kostede 10 cent. Den første vigtige biograf, der var bygget til formålet, var Gaumonts Gaumont-Palace i Paris, der åbnede i 1910 og havde plads til over 5.000.
Den franske idé med biografteatre blev snart dominerende, og iværksættere fik travlt med at bygge imponerende biografbygninger over hele Europa og Nordamerika.

## Videoen holder sit indtog
Det skred, som fandt sted i 1980'erne fra at se film i biografen til at se dem på videomaskiner, er tæt på Thomas Edisons idé. I begyndelsen af årtiet forsøgte filmselskaberne forgæves at få forbudt privatejede videomaskiner, da de mente, at de var et brud på ophavsretten. Det viste sig at være meget heldigt, da salg og udlejning af film til private blev en vigtig indtægtskilde for filmselskaberne.

## Digitale film
Fra 2001 er der sket en ændring i filmprocessen: fra fysiske film til digital teknologi, takket være tilgængeligheden af billige lagermedier og digitale skærme med høj opløsning.